# طواف فرنسا للسيدات 2024
طواف فرنسا للسيدات 2024 (بالفرنسية: Tour de France Femmes 2024) هو سباق دراجات هوائية، وهو الموسم الثالث من طواف فرنسا للسيدات، وأقيم خلال الفترة من 12 أغسطس 2024، وحتى 18 أغسطس 2024 ضمن سباقات طواف العالم للدراجات للسيدات 2024.
فاز بالمركز الأول كاتارزينا نيفيادوما، وفاز بالمركز الثاني وبمركز أفضل مقاتل، وتصدر تصنيف طواف العالم ديمي فوليرينغ، بينما جاء Pauliena Rooijakkers ‏ في المركز الثالث، وفي حين نال Justine Ghekiere ‏ صدارة تصنيف الجبال، أما ترتيب الفرق، فقد فاز به 2024 Lidl-Trek Women ‏، وفاز في ترتيب النقاط للشباب Puck Pieterse ‏، بينما فاز ماريان فوس بترتيب النقاط.

## الفرق
| فرق سيدات عالمية (15)- إن إكس تي جي ريسينغ ‏ - كانيون–إس آر إيه إم ريسينغ 2024 ‏ - Ceratizit Pro Cycling ‏ - FDJ–Suez ‏ - بلانتور بورا سيلينج تيم ‏ - رالي سايكلنج 2024 ‏ - Lidl–Trek (women's team) ‏ - Liv AlUla Jayco ‏ - موفيستار للسيدات ‏ - فريق كوجياس ميتلر لوك برو للدراجات ‏ - فريق سنويب للسيدات ‏ - إس دي وركس ‏ - جامبو فيسما للسيدات ‏ - يو أي أيه تيم 2024 ‏ - فريق أونو إكس برو للدراجات للسيدات ‏ فرق دراجات قارية سيدات (7)- اركيا للسيدات ‏ - Cofidis Women Team ‏ - EF Education–Oatly ‏ - لابورال كوتكسا فونداسيون يوسكادي ‏ - لوتو بيليسول للسيدات ‏ - St. Michel–Preference Home–Auber93 (women's team) ‏ - طشقند سيتي 2024 ‏ |  |
| |  |

## المراحل
| قائمة المراحل | قائمة المراحل | قائمة المراحل                    | قائمة المراحل  | قائمة المراحل | قائمة المراحل     | قائمة المراحل       |
| المرحلة       | التاريخ       | الدورة                           |                | المسافة (كم)  | الفائز بالمرحلة   | القائد العام        |
| ------------- | ------------- | -------------------------------- | -------------- | ------------- | ----------------- | ------------------- |
| المرحلة 1     | 12 أغسطس      | روتردام – لاهاي                  | مرحلة مستوية   | 123           | Charlotte Kool ‏   | Charlotte Kool ‏     |
| المرحلة 2     | 13 أغسطس      | دوردريخت – روتردام               | مرحلة مستوية   | 69٫7          | Charlotte Kool ‏   | Charlotte Kool ‏     |
| المرحلة 3     | 13 أغسطس      | روتردام – روتردام                | فردي ضد الساعة | 6٫3           | ديمي فوليرينغ     | ديمي فوليرينغ       |
| المرحلة 4     | 14 أغسطس      | Valkenburg ‏ – لييج               | مرحلة جبلية    | 122٫7         | Puck Pieterse ‏    | ديمي فوليرينغ       |
| المرحلة 5     | 15 أغسطس      | Bastogne ‏ – Amnéville ‏           | مرحلة مستوية   | 152٫5         | Blanka Vas ‏       | كاتارزينا نيفيادوما |
| المرحلة 6     | 16 أغسطس      | ريميرمون – Morteau ‏              | مرحلة جبلية    | 159٫2         | Cédrine Kerbaol ‏  | كاتارزينا نيفيادوما |
| المرحلة 7     | 17 أغسطس      | Champagnole ‏ – Le Grand-Bornand ‏ | مرحلة جبلية    | 166٫4         | Justine Ghekiere ‏ | كاتارزينا نيفيادوما |
| المرحلة 8     | 18 أغسطس      | Le Grand-Bornand ‏ – Alpe d'Huez ‏ | مرحلة جبلية    | 149٫9         | ديمي فوليرينغ     | كاتارزينا نيفيادوما |

## النتيجة

### مرحلة 1
هي مرحلة مستوية، أقيمت في 12 أغسطس 2024، وامتدّت لمسافة 123.0 كيلومتر. فاز بالمركز الأول، وتصدر ترتيب النقاط والترتيب العام في نهاية المرحلة Charlotte Kool ‏، أما ترتيب الفرق، فقد فاز به 2024 Ceratizit-WNT Pro Cycling ‏، وتصدر ترتيب التسلق Cristina Tonetti ‏، وتصدر ترتيب النقاط للشباب Anniina Ahtosalo ‏، وتصدر تصنيف القتال Yurani Blanco ‏.
| التصنيف العام | التصنيف العام     | التصنيف العام                       | التصنيف العام | التصنيف العام |
| العداء        | العداء            | الفريق                              | الوقت         |               |
| ------------- | ----------------- | ----------------------------------- | ------------- | ------------- |
| 1             | Charlotte Kool ‏   | فريق سنويب للسيدات ‏                 | 2 س 47 د 40 ث |               |
| 2             | Anniina Ahtosalo ‏ | فريق أونو إكس برو للدراجات للسيدات ‏ | + 4 ث         |               |
| 3             | إليسا بالسامو     | Lidl–Trek (women's team) ‏           | + 6 ث         |               |
| 4             | Lotta Henttala    | EF Education–Oatly ‏                 | + 10 ث        |               |
| 5             | ماريان فوس        | جامبو فيسما للسيدات ‏                | + 10 ث        |               |
| 6             | Daria Pikulik ‏    | رالي سايكلنج ‏                       | + 10 ث        |               |
| 7             | Mylène de Zoete ‏  | Ceratizit Pro Cycling ‏              | + 10 ث        |               |
| 8             | كيمبرلي لي كورت   | إن إكس تي جي ريسينغ ‏                | + 10 ث        |               |
| 9             | إميليا فهلين      | اركيا للسيدات ‏                      | + 10 ث        |               |
| 10            | Blanka Vas ‏       | إس دي وركس ‏                         | + 10 ث        |               |
|               |                   |                                     |               |               |
|               |                   |                                     |               |               |

### مرحلة 2
هي مرحلة مستوية، أقيمت في 13 أغسطس 2024، وامتدّت لمسافة 69.7 كيلومتر. فاز بالمركز الأول، وتصدر ترتيب النقاط والترتيب العام في نهاية المرحلة Charlotte Kool ‏، وتصدر تصنيف القتال Audrey De Keersmaeker ‏، وتصدر ترتيب التسلق Cristina Tonetti ‏، وتصدر ترتيب النقاط للشباب Anniina Ahtosalo ‏، أما ترتيب الفرق، فقد فاز به 2024 Ceratizit-WNT Pro Cycling ‏.
| التصنيف العام | التصنيف العام          | التصنيف العام                       | التصنيف العام | التصنيف العام |
| العداء        | العداء                 | الفريق                              | الوقت         |               |
| ------------- | ---------------------- | ----------------------------------- | ------------- | ------------- |
| 1             | Charlotte Kool ‏        | فريق سنويب للسيدات ‏                 | 4 س 20 د 09 ث |               |
| 2             | Anniina Ahtosalo ‏      | فريق أونو إكس برو للدراجات للسيدات ‏ | + 14 ث        |               |
| 3             | لورينا ويبيس           | إس دي وركس ‏                         | + 14 ث        |               |
| 4             | ماريان فوس             | جامبو فيسما للسيدات ‏                | + 16 ث        |               |
| 5             | إليسا بالسامو          | Lidl–Trek (women's team) ‏           | + 16 ث        |               |
| 6             | Lotta Henttala         | EF Education–Oatly ‏                 | + 20 ث        |               |
| 7             | Mylène de Zoete ‏       | Ceratizit Pro Cycling ‏              | + 20 ث        |               |
| 8             | إميليا فهلين           | اركيا للسيدات ‏                      | + 20 ث        |               |
| 9             | Kathrin Schweinberger ‏ | Ceratizit Pro Cycling ‏              | + 20 ث        |               |
| 10            | كيمبرلي لي كورت        | إن إكس تي جي ريسينغ ‏                | + 20 ث        |               |
|               |                        |                                     |               |               |
|               |                        |                                     |               |               |

### مرحلة 3
هي مرحلة من نوع سباق زمن فردي، أقيمت في 13 أغسطس 2024، وامتدّت لمسافة 6.3 كيلومتر. فاز بالمركز الأول، وتصدر الترتيب العام في نهاية المرحلة ديمي فوليرينغ، وتصدر ترتيب النقاط Charlotte Kool ‏، وتصدر ترتيب التسلق Cristina Tonetti ‏، وتصدر ترتيب النقاط للشباب Anniina Ahtosalo ‏، أما ترتيب الفرق، فقد فاز به 2024 Team SD Worx-Protime ‏.
| التصنيف العام | التصنيف العام     | التصنيف العام             | التصنيف العام | التصنيف العام |
| العداء        | العداء            | الفريق                    | الوقت         |               |
| ------------- | ----------------- | ------------------------- | ------------- | ------------- |
| 1             | ديمي فوليرينغ     | إس دي وركس ‏               | 4 س 27 د 54 ث |               |
| 2             | لورينا ويبيس      | إس دي وركس ‏               | + 3 ث         |               |
| 3             | كلو ديجيرت        | كانيون–إس آر إيه إم ‏      | + 5 ث         |               |
| 4             | Loes Adegeest ‏    | FDJ–Suez ‏                 | + 5 ث         |               |
| 5             | Charlotte Kool ‏   | فريق سنويب للسيدات ‏       | + 5 ث         |               |
| 6             | Cédrine Kerbaol ‏  | Ceratizit Pro Cycling ‏    | + 5 ث         |               |
| 7             | كريستين فولكنر    | EF Education–Oatly ‏       | + 6 ث         |               |
| 8             | Ellen van Dijk    | Lidl–Trek (women's team) ‏ | + 6 ث         |               |
| 9             | Mischa Bredewold ‏ | إس دي وركس ‏               | + 9 ث         |               |
| 10            | Emma Norsgaard    | موفيستار للسيدات ‏         | + 10 ث        |               |
|               |                   |                           |               |               |
|               |                   |                           |               |               |

### مرحلة 4
هي مرحلة جبلية، أقيمت في 14 أغسطس 2024، وامتدّت لمسافة 122.7 كيلومتر. فاز بالمركز الأول، وتصدر ترتيب النقاط للشباب وترتيب التسلق Puck Pieterse ‏، وتصدر الترتيب العام في نهاية المرحلة ديمي فوليرينغ، وتصدر ترتيب النقاط Charlotte Kool ‏، وتصدر تصنيف القتال Justine Ghekiere ‏، أما ترتيب الفرق، فقد فاز به 2024 EF-Oatly-Cannondale ‏.
| التصنيف العام | التصنيف العام         | التصنيف العام             | التصنيف العام | التصنيف العام |
| العداء        | العداء                | الفريق                    | الوقت         |               |
| ------------- | --------------------- | ------------------------- | ------------- | ------------- |
| 1             | ديمي فوليرينغ         | إس دي وركس ‏               | 7 س 40 د 10 ث |               |
| 2             | Puck Pieterse ‏        | بلانتور بورا سيلينج تيم ‏  | + 22 ث        |               |
| 3             | كاتارزينا نيفيادوما   | كانيون–إس آر إيه إم ‏      | + 34 ث        |               |
| 4             | كريستين فولكنر        | EF Education–Oatly ‏       | + 47 ث        |               |
| 5             | جولييت لابوس          | فريق سنويب للسيدات ‏       | + 56 ث        |               |
| 6             | Pauliena Rooijakkers ‏ | بلانتور بورا سيلينج تيم ‏  | + 1 د 03 ث    |               |
| 7             | كيمبرلي لي كورت       | إن إكس تي جي ريسينغ ‏      | + 1 د 03 ث    |               |
| 8             | ثاليتا دي جونج        | لوتو بيليسول للسيدات ‏     | + 1 د 04 ث    |               |
| 9             | Cédrine Kerbaol ‏      | Ceratizit Pro Cycling ‏    | + 1 د 04 ث    |               |
| 10            | شيرين فان أنروي       | Lidl–Trek (women's team) ‏ | + 1 د 07 ث    |               |
|               |                       |                           |               |               |
|               |                       |                           |               |               |

### مرحلة 5
هي مرحلة مستوية، أقيمت في 15 أغسطس 2024، وامتدّت لمسافة 152.5 كيلومتر. فاز بالمركز الأول Blanka Kata Vas ‏، وتصدر ترتيب النقاط Charlotte Kool ‏، أما ترتيب الفرق، فقد فاز به 2024 Lidl-Trek Women ‏، وتصدر ترتيب التسلق وترتيب النقاط للشباب Puck Pieterse ‏، وتصدر الترتيب العام في نهاية المرحلة كاتارزينا نيفيادوما، وتصدر تصنيف القتال Loes Adegeest ‏.
| التصنيف العام | التصنيف العام         | التصنيف العام             | التصنيف العام  | التصنيف العام |
| العداء        | العداء                | الفريق                    | الوقت          |               |
| ------------- | --------------------- | ------------------------- | -------------- | ------------- |
| 1             | كاتارزينا نيفيادوما   | كانيون–إس آر إيه إم ‏      | 11 س 27 د 29 ث |               |
| 2             | كريستين فولكنر        | EF Education–Oatly ‏       | + 19 ث         |               |
| 3             | Puck Pieterse ‏        | بلانتور بورا سيلينج تيم ‏  | + 22 ث         |               |
| 4             | Cédrine Kerbaol ‏      | Ceratizit Pro Cycling ‏    | + 47 ث         |               |
| 5             | جولييت لابوس          | فريق سنويب للسيدات ‏       | + 56 ث         |               |
| 6             | ثاليتا دي جونج        | لوتو بيليسول للسيدات ‏     | + 1 د 04 ث     |               |
| 7             | شيرين فان أنروي       | Lidl–Trek (women's team) ‏ | + 1 د 07 ث     |               |
| 8             | Pauliena Rooijakkers ‏ | بلانتور بورا سيلينج تيم ‏  | + 1 د 08 ث     |               |
| 9             | ديمي فوليرينغ         | إس دي وركس ‏               | + 1 د 19 ث     |               |
| 10            | ليان ليبرت            | موفيستار للسيدات ‏         | + 1 د 20 ث     |               |
|               |                       |                           |                |               |
|               |                       |                           |                |               |

### مرحلة 6
هي مرحلة جبلية، أقيمت في 16 أغسطس 2024، وامتدّت لمسافة 159.2 كيلومتر. فاز بالمركز الأول، وتصدر تصنيف القتال Cédrine Kerbaol ‏، وتصدر ترتيب التسلق Justine Ghekiere ‏، أما ترتيب الفرق، فقد فاز به 2024 Lidl-Trek Women ‏، وتصدر ترتيب النقاط للشباب Puck Pieterse ‏، وتصدر الترتيب العام في نهاية المرحلة كاتارزينا نيفيادوما، وتصدر ترتيب النقاط ماريان فوس.
| التصنيف العام | التصنيف العام         | التصنيف العام             | التصنيف العام  | التصنيف العام |
| العداء        | العداء                | الفريق                    | الوقت          |               |
| ------------- | --------------------- | ------------------------- | -------------- | ------------- |
| 1             | كاتارزينا نيفيادوما   | كانيون–إس آر إيه إم ‏      | 15 س 32 د 31 ث |               |
| 2             | Cédrine Kerbaol ‏      | Ceratizit Pro Cycling ‏    | + 16 ث         |               |
| 3             | كريستين فولكنر        | EF Education–Oatly ‏       | + 19 ث         |               |
| 4             | Puck Pieterse ‏        | بلانتور بورا سيلينج تيم ‏  | + 22 ث         |               |
| 5             | جولييت لابوس          | فريق سنويب للسيدات ‏       | + 56 ث         |               |
| 6             | ثاليتا دي جونج        | لوتو بيليسول للسيدات ‏     | + 1 د 04 ث     |               |
| 7             | شيرين فان أنروي       | Lidl–Trek (women's team) ‏ | + 1 د 07 ث     |               |
| 8             | Pauliena Rooijakkers ‏ | بلانتور بورا سيلينج تيم ‏  | + 1 د 08 ث     |               |
| 9             | ليان ليبرت            | موفيستار للسيدات ‏         | + 1 د 16 ث     |               |
| 10            | ديمي فوليرينغ         | إس دي وركس ‏               | + 1 د 19 ث     |               |
|               |                       |                           |                |               |
|               |                       |                           |                |               |

### مرحلة 7
هي مرحلة جبلية، أقيمت في 17 أغسطس 2024، وامتدّت لمسافة 166.4 كيلومتر. فاز بالمركز الأول، وتصدر ترتيب التسلق Justine Ghekiere ‏، وتصدر تصنيف القتال Julie Van de Velde ‏، أما ترتيب الفرق، فقد فاز به 2024 Lidl-Trek Women ‏، وتصدر ترتيب النقاط للشباب Puck Pieterse ‏، وتصدر الترتيب العام في نهاية المرحلة كاتارزينا نيفيادوما، وتصدر ترتيب النقاط ماريان فوس.
| التصنيف العام | التصنيف العام         | التصنيف العام             | التصنيف العام  | التصنيف العام |
| العداء        | العداء                | الفريق                    | الوقت          |               |
| ------------- | --------------------- | ------------------------- | -------------- | ------------- |
| 1             | كاتارزينا نيفيادوما   | كانيون–إس آر إيه إم ‏      | 20 س 00 د 52 ث |               |
| 2             | Puck Pieterse ‏        | بلانتور بورا سيلينج تيم ‏  | + 27 ث         |               |
| 3             | Cédrine Kerbaol ‏      | Ceratizit Pro Cycling ‏    | + 37 ث         |               |
| 4             | جولييت لابوس          | فريق سنويب للسيدات ‏       | + 1 د 01 ث     |               |
| 5             | ثاليتا دي جونج        | لوتو بيليسول للسيدات ‏     | + 1 د 09 ث     |               |
| 6             | شيرين فان أنروي       | Lidl–Trek (women's team) ‏ | + 1 د 12 ث     |               |
| 7             | Pauliena Rooijakkers ‏ | بلانتور بورا سيلينج تيم ‏  | + 1 د 13 ث     |               |
| 8             | ديمي فوليرينغ         | إس دي وركس ‏               | + 1 د 15 ث     |               |
| 9             | Évita Muzic ‏          | FDJ–Suez ‏                 | + 1 د 25 ث     |               |
| 10            | Justine Ghekiere ‏     | إن إكس تي جي ريسينغ ‏      | + 1 د 27 ث     |               |
|               |                       |                           |                |               |
|               |                       |                           |                |               |

### مرحلة 8
هي مرحلة جبلية، أقيمت في 18 أغسطس 2024، وامتدّت لمسافة 149.9 كيلومتر. فاز بالمركز الأول، وتصدر تصنيف القتال ديمي فوليرينغ، وتصدر ترتيب التسلق Justine Ghekiere ‏، أما ترتيب الفرق، فقد فاز به 2024 Lidl-Trek Women ‏، وتصدر ترتيب النقاط للشباب Puck Pieterse ‏، وتصدر الترتيب العام في نهاية المرحلة كاتارزينا نيفيادوما، وتصدر ترتيب النقاط ماريان فوس.

## التصنيف العام النهائي
| التصنيف العام         | التصنيف العام         | التصنيف العام             | التصنيف العام  | التصنيف العام |
| المتسابقة             | المتسابقة             | الفريق                    | الوقت          |               |
| --------------------- | --------------------- | ------------------------- | -------------- | ------------- |
| 1                     | كاتارزينا نيفيادوما   | كانيون–إس آر إيه إم ‏      | 24 س 36 د 07 ث |               |
| 2                     | ديمي فوليرينغ         | إس دي وركس ‏               | + 4 ث          |               |
| 3                     | Pauliena Rooijakkers ‏ | بلانتور بورا سيلينج تيم ‏  | + 10 ث         |               |
| 4                     | Évita Muzic ‏          | FDJ–Suez ‏                 | + 1 د 21 ث     |               |
| 5                     | Gaia Realini ‏         | Lidl–Trek (women's team) ‏ | + 2 د 19 ث     |               |
| 6                     | Cédrine Kerbaol ‏      | Ceratizit Pro Cycling ‏    | + 2 د 51 ث     |               |
| 7                     | Sarah Gigante ‏        | إن إكس تي جي ريسينغ ‏      | + 7 د 09 ث     |               |
| 8                     | لوسيندا براند         | Lidl–Trek (women's team) ‏ | + 8 د 06 ث     |               |
| 9                     | جولييت لابوس          | فريق سنويب للسيدات ‏       | + 8 د 07 ث     |               |
| 10                    | ثاليتا دي جونج        | لوتو بيليسول للسيدات ‏     | + 8 د 12 ث     |               |
|                       |                       |                           |                |               |
| مصدر: ProCyclingStats |                       |                           |                |               |

### تصنيف النقاط
| تصنيف النقاط          | تصنيف النقاط        | تصنيف النقاط         | تصنيف النقاط | تصنيف النقاط |
| المتسابقة             | المتسابقة           | الفريق               | النقاط       |              |
| --------------------- | ------------------- | -------------------- | ------------ | ------------ |
| 1                     | ماريان فوس          | جامبو فيسما للسيدات ‏ | 170 نقطة     |              |
| 2                     | لورينا ويبيس        | إس دي وركس ‏          | 110 نقطة     |              |
| 3                     | كاتارزينا نيفيادوما | كانيون–إس آر إيه إم ‏ | 99 نقطة      |              |
| 4                     | ديمي فوليرينغ       | إس دي وركس ‏          | 85 نقطة      |              |
| 5                     | Blanka Vas ‏         | إس دي وركس ‏          | 75 نقطة      |              |
|                       |                     |                      |              |              |
| مصدر: ProCyclingStats |                     |                      |              |              |

### تصنيف الجبال
| تصنيف الجبال          | تصنيف الجبال          | تصنيف الجبال             | تصنيف الجبال | تصنيف الجبال |
| المتسابقة             | المتسابقة             | الفريق                   | النقاط       |              |
| --------------------- | --------------------- | ------------------------ | ------------ | ------------ |
| 1                     | Justine Ghekiere ‏     | إن إكس تي جي ريسينغ ‏     | 46 نقطة      |              |
| 2                     | ديمي فوليرينغ         | إس دي وركس ‏              | 34 نقطة      |              |
| 3                     | Puck Pieterse ‏        | بلانتور بورا سيلينج تيم ‏ | 25 نقطة      |              |
| 4                     | كاتارزينا نيفيادوما   | كانيون–إس آر إيه إم ‏     | 25 نقطة      |              |
| 5                     | Pauliena Rooijakkers ‏ | بلانتور بورا سيلينج تيم ‏ | 23 نقطة      |              |
|                       |                       |                          |              |              |
| مصدر: ProCyclingStats |                       |                          |              |              |

## تصنيف الفرق

### الفرق حسب الوقت
| تصنيف الفرق حسب الوقت | تصنيف الفرق حسب الوقت     | تصنيف الفرق حسب الوقت | تصنيف الفرق حسب الوقت |
| الفريق                | الفريق                    | الوقت                 |                       |
| --------------------- | ------------------------- | --------------------- | --------------------- |
| 1                     | Lidl–Trek (women's team) ‏ |                       |                       |
| 2                     | FDJ–Suez ‏                 |                       |                       |
| 3                     | موفيستار للسيدات ‏         |                       |                       |
|                       |                           |                       |                       |
| مصدر: ProCyclingStats |                           |                       |                       |

## تصانيف فرعية

### تصنيف أفضل شاب
| تصنيف أفضل شابة       | تصنيف أفضل شابة | تصنيف أفضل شابة                                    | تصنيف أفضل شابة | تصنيف أفضل شابة |
| المتسابقة             | المتسابقة       | الفريق                                             | الوقت           |                 |
| --------------------- | --------------- | -------------------------------------------------- | --------------- | --------------- |
| 1                     | Puck Pieterse ‏  | بلانتور بورا سيلينج تيم ‏                           | 24 س 44 د 35 ث  |                 |
| 2                     | شيرين فان أنروي | Lidl–Trek (women's team) ‏                          | + 1 د 07 ث      |                 |
| 3                     | Marion Bunel ‏   | St. Michel–Preference Home–Auber93 (women's team) ‏ | + 4 د 12 ث      |                 |
|                       |                 |                                                    |                 |                 |
| مصدر: ProCyclingStats |                 |                                                    |                 |                 |

## وصلات خارجية
- الموقع الرسمي
- لمحة عن سباق طواف فرنسا للسيدات 2024 على موقع  ProCyclingStats   (برو  سايكلنج  ستاتس) - إحصاءات  محترفي  الدراجات.
- طواف فرنسا للسيدات 2024 على موقع إحصائيات الدراجات الإحترافية (الإنجليزية)